# Hydraena armipes
Hydraena armipes är en skalbaggsart som beskrevs av Claudius Rey 1886. Hydraena armipes ingår i släktet Hydraena och familjen vattenbrynsbaggar. Inga underarter finns listade i Catalogue of Life.